# Montauroux
Montauroux é uma comuna francesa na região administrativa da Provença-Alpes-Costa Azul, no departamento de Var. Estende-se por uma área de 33,54 km², com 4 526 habitantes, segundo os censos de 2004, com uma densidade de 119,77 hab/km².